# Proctacanthus fervidus
Proctacanthus fervidus är en tvåvingeart som beskrevs av Charles Howard Curran 1934. Proctacanthus fervidus ingår i släktet Proctacanthus och familjen rovflugor. Inga underarter finns listade i Catalogue of Life.